# Wilsoniella
Wilsoniella là một chi rêu trong họ Ditrichaceae.